# 博鲁塔
博鲁塔（義大利語：Borutta），是意大利萨萨里省的一个市镇。总面积4.76平方公里，人口287人，人口密度60.3人/平方公里（2009年）。ISTAT代码为090015。